# Belfast Lough

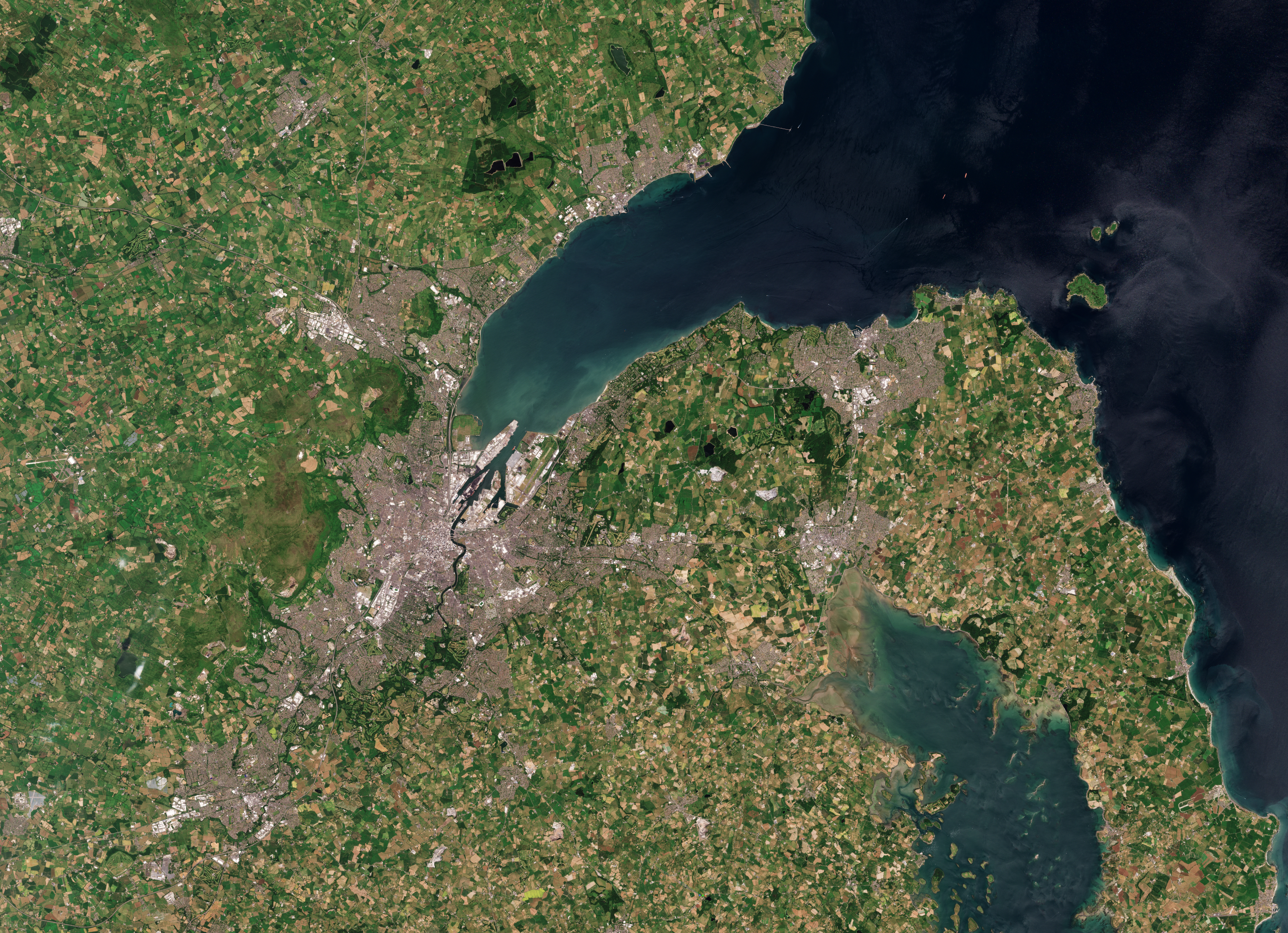
Vista Satelital

Belfast Lough (Loch letón o Loch Laoigh en gaélico) es una entrada de mar situada en la desembocadura del río Lagan en la costa este de Irlanda del Norte, Reino Unido.

## Características
En la parte central del fiordo comprende una serie de marismas y lagunas. El lago exterior se limita principalmente a costas rocosas con pequeñas calas de arena. Belfast Lough es la puerta de Belfast para el mar de Irlanda. 
Belfast Lough es una larga, amplia y profunda extensión marina, prácticamente libre de fuertes mareas, situadas entre los puntos Orlock y Blackhead, que se extiende hacia el oeste del puerto de Belfast. 
Para las carreras de marineros, se trata de un competidor del sueño, brindando unos 78 km² de aguas abiertas y la costa suficiente para hacer carreras cortas de bajura. Tres principales arterias sirven al lago cerca de Belfast: el canal Herdman en la costa del condado de Antrim, el canal Victoria, la central, y el canal de Musgrave en el condado de Down.

## Localidades cercanas
Como ciudades costeras incluyen Holywood, Bangor y Carrickfergus. Holywood y Bangor están situadas en el lado sur del Lago de Down, mientras que Carrickfergus, que cuenta con un castillo normando del siglo XII, en la parte norte del Condado de Antrim. Cerca de Holywood se encuentra del Aeropuerto de Belfast City George Best.